# ザ・パークハウス
ザ・パークハウス（The Parkhouse）とは、三菱地所レジデンスが展開する分譲マンションブランド。
分譲後のマンション管理はグループ会社の三菱地所コミュニティが担う。供給エリアは、北海道・東北・首都圏・中部・近畿・中国・福岡。

## 概要
1969年（昭和44年）5月、第1号物件「赤坂パークハウス」分譲開始
2013年には、都心の一等地でフラグシップとなる高級マンション『ザ・パークハウス グラン』（The Parkhouse Gran）を加え、近年では都心部の賃貸マンション（ザ・パークハビオ、The Parkhabio）、分譲戸建（ザ・パークハウス ステージ、The Parkhouse Stage）、投資用コンパクト分譲マンション（ザ・パークワンズ） 、一棟リノベーション分譲マンション（ザ・パークリモア）も展開する。

## 主なマンション
- ザ・パークハウス晴海タワーズ
- KACHIDOKI THE TOWER
- ザ・パークハウス西新宿タワー60
- ザ・パークハウス新宿タワー
- ザ・パークハウス中之島タワー

### 2022年以降
- ザ・パークハウス 御苑内藤町
- ザ・パークハウス 所沢レジデンス
- ザ・パークハウス 板橋大山大楠ノ杜
- ザ・パークハウス 十条
- ザ・パークハウス 石神井公園テラス
- 猿江恩賜公園レジデンス
- ザ・パークハウス アーバンス 早稲田
- ザ・パークハウス 大宮吉敷町翠邸
- ザ・パークハウス 川越タワー
- ザ・パークハウス 府中
- ザ・パークハウス 新浦安マリンヴィラ サニープラザ・カームプラザ
- リビオタワー羽沢横浜国大

## CM出演者
- 黒木華[3]